# إلمر فاد
إلمر جاي. فاد (بالإنجليزية: Elmer Fudd)‏ هو شخصية كارتون خيالية في سلسلة وارنر براذرز لووني تونز وميري ميلوديز. ارتبط مع باغز باني غالبا كصياد أرانب يريد اصطياد باغز. معروف بعدم قدرته على نطق بعض الأحرف، فينطق حرف W بدلا من نطق حرفي R وL، كما في عبارته الشهيرة «بي فيوي فيوي كوايات، آيم هانتينغ وابيتس، هاهاهاها Be vewy vewy quiet, I'm hunting wabbits, heheheheheheh».

## إيغهيد
في 1937، قدم تيكس أيفري شخصية جديدة في عرضه إيغهيد رايدس أغاين، كان إيغهيد يرتدي ملابس غريبة المظهر، ولديه أنف «مصباح الشكل»، صوته مثل صوت جو بينر، ورأسه بيضوي الشكل (وهنا جاء اسمه Egghead). أكمل إيغهيد الظهور حتى ارتبط مع دافي داك في أول ظهور لهذا الأخير في عرض دافي داك آند إيغهيد (1938). يعد إيغهيد أول شخصية تتكرر ظهورها في سلسلة ميري ميلوديز، لتليه شخصيات مثل سنفلز، إنكي، وباغز باني.

## إطلالة إلمر
كان أول ظهور لإلمر في عرض تشاك جونز عام 1940 إلمرز كاندد كاميرا بصوت آرثر كيو. برايان. حيث ظهر مع الأرنب الذي سبق ظهور باغز باني والذي يدفعه للجنون. إلمر الجديد لا يزال محتفظا بمظهر إيغهيد ما عدا الصلعة، والأنف الأقل شبها بتلك الأنف «المصباحية». ثم ظهر مع عرض فريز فريلينغ كونفيدرايت هوني (حيث سمي نيد كاتلر). يستمر إلمر بهذا المظهر مع تشاك جونز في إلمرز بيت رابيت (1941)، وهذه المرة مع باغز باني في ثاني ظهور لباغز.
تغير مظهر إلمر عن إيغهيد عندما ظهر مع تيكس أيفري في أ وايلد هاير (1940)، حيث ارتدى حلة الصياد التي عرف بها، وأصبح يصطاد الأرانب بدلا من التقاط صور لها كما في ظهوره الأول، أو حتى يقوم بتربيتها كما في ظهوره الثاني مع جونز. شخصية إلمر ارتبطت كخصم لباغز باني، شخص ساذج يخسر دائما أمامه، لكنه يفتقر للشر أو الحقد المصاحب دائما للشخصية المعادية.
ظهر إلمر كشخصية أخرى غير شخصية الصياد، فظهر كشخص ثري، ممثل مشهور، وملك الحب كيوبيد، حتى أن باغز يقول له «ألا تبدو مثل شخص كان يطاردني دائما؟».

## إلمر السمين
لفترة قصيرة بين عامي 1941 و1942، تم تعديل مظهر إلمر في خمسة أفلام، وابيت تووبل، ذا واكي وابيت، ذا وابيت هو كايم تو سابر، آني بوندس توداي؟، وفريش هاير. هناك أصبح إلمر شخصا ثقيل الحركة منتفخ البطن، في شكل يشابه ممثل صوته آرثر كيو. برايان، لا يزال يطارد باغز ولكن بطريقة مختلفة، إذ بدا أن باغز هو من يستفزه في البداية.

## تصاعد نجومية إلمر
قدم تشاك جونز إلمر في العديد من عروضه الناجحة، مثل واتس أوبيرا، داك؟، رابيت أوف سيفيل، وثلاثية الصيد (رابيت فاير، رابيت سيزونينغ، وداك، رابيت، داك!) مع باغز ودافي.
إلمر لا يستطيع نطق حرفي R وL، فينطق بدلا منهما حرف W (وهي صفة جزئية موجودة في تويتي بيرد)، هذه الصفة استخدمت بشكل مبالغ حيث كتب المؤلفون نصوصا مليئة بالحرفين السابقين، مثل "My, that weawwy was a dewicious weg of wamb"، ونص شكسبير لشخصية روميو "What wight thwough yonduh window bweaks!"، وأيضا نص ريتشارد فاغنر في مسرحية رايد أوف ذا فالكيريز "Kiww the wabbit, kiww the wabbit, kiww the wabbit...!"، وحتى أسماء المشاهير كالممثلة "Owivia deHaviwwand".
جزء من السخرية أن إلمر نفسه لا يستطيع نطق اسمه بشكل صحيح. أحيانا ينطق إلمر الحرفين السابقين بشكل صحيح نظرا لصعوبة فهم الجماهير للكلمة إن نطقت بشكل مختل، كما في فيلم ذي أولد غراي هاير (1944) حيث نطق كلمة «بكشر picture» بصورة صحيحة.

## الظهور في السنوات المتأخرة
ظهر إلمر في أفلام لووني تونز المجمعة، وفي عروض التلفزيون الخاصة، وفي فيلم هو فريمد روجر رابيت (1988)، وفي مسلسل تايني توون أدفنشرز كمدرس في جامعة لوونيفيرستي، وفي فيلم سبيس جام كلاعب في الفريق، وفيلم لووني تونز: باك إن أكشن.

## صوت إلمر فاد
أول من مثل صوت إلمر كان ممثل الراديو آرثر كيو. برايان. طيلة فترة تمثيله لإلمر، قام ميل بلانك بتمثيل الشخصية في أدوار بسيطة لا تستدعي (ربما من الناحية المادية) حضور برايان، إذ مثل بلانك إلمر في ذا سكارليت بامبرنكل (1950) وبري-هيستيريكال هاير (1958). بعد وفاة برايان في 1959 أسند الدور إلى هال سميث، وبعد فيلمين له وفيلم ظهر فيه إلمر في دور صامت، أحيل إلمر إلى التقاعد. ورغم تعاقب الممثلين في أداء صوت إلمر، لم يستطع أحد منهم مشابهة صوت برايان في تمثيله. لم يظهر اسم برايان في لوحة فريق العمل، إذ نص عقد ميل بلانك مع وارنر براذرز أن يذكر اسم بلانك وربما بدون قصد نسي ذكر الباقين، إذ لم يكن يحصل ممثلو الأصوات في تلك الأيام على تلك الميزة ما عدا بلانك.
استمر بلانك بتقديم صوت إلمر عندما كان يظهر في عروض التلفزيون الخاصة والأفلام المجمعة، اعترف بلانك بأنه لم يستطع ضبط الصوت جيدا كصوت برايان. في اللوحة التي رسمت إكراما لبلانك بعد وفاته، لم يظهر فاد بين الشخصيات التي كانت تحني رأسها احتراما لمكان بلانك وراء الميكروفون.
من الممثلين الذين أدوا صوت إلمر هناك داوس باتلر، غريغ بورسون، جيف بيرغمان، بيلي ويست، توم كيني، كوينتون فلين وآخرون.

## معلومات طريفة
إلمر فاد المعروف ببدلة الصيد وبندقيته مزدوجة الطلقتين، يعد نموذجا لهواة صيد الحيوانات. في حادث إطلاق ديك تشيني النار على زميله في الصيد عام 2006، ظهرت صور في الإنترنت تظهر إلمر لكن بوجه تشيني، بما أن الشخصين يتشابهان في الصلعة.
أسلوب إلمر فاد في الكلام أصبح أحد لغات واجهة المستخدم لموقع غووغل، حيث يستبدل حرف R وL بحرف W. وعندما يخفق محرك البحث في العثور على نتيجة، تظهر رسالة "Youw seawch did not match any documents. Oh, dat scwewy wabbit!".

## وصلات خارجية
- إلمر فاد على موقع ميوزك برينز (الإنجليزية)
- إلمر فاد على موقع ديسكوغز (الإنجليزية)
- إلمر فاد في قاعدة بيانات الإنترنت للأفلام
- غووغل بواجهة إلمر فاد
- أغنية Kill the Wabbit بتقليد هزلي أداء أوز فاد (مارك مككولم)